# Сенгамон (округ, Іллінойс)
Шаблон:StateAbbr_ 39°46′ пн. ш. 89°40′ зх. д. / 39.76° пн. ш. 89.66° зх. д.
Округ  Сенгамон (англ. Sangamon County) — округ  (графство)  у штаті  Іллінойс, США. Ідентифікатор округу 17167.

## Історія
Округ утворений 1821 року.

## Демографія
За даними перепису 
2000 року 
загальне населення округу становило 188951 осіб, зокрема міського населення було 161318, а сільського — 27633.
Серед мешканців округу чоловіків було 90221, а жінок — 98730. В окрузі було 78722 домогосподарства, 49898 родин, які мешкали в 85459 будинках.
Середній розмір родини становив 2,97.
Віковий розподіл населення поданий у таблиці:
| Стать    | До 15 років | 15-21 | 22-29 | 30-39 | 40-49 | 50-65 | 65-85 | Понад 85 |
| -------- | ----------- | ----- | ----- | ----- | ----- | ----- | ----- | -------- |
| Чоловіки | 20014       | 8400  | 9033  | 13903 | 14817 | 14156 | 8990  | 908      |
| Жінки    | 18869       | 8388  | 9857  | 14445 | 15794 | 15751 | 13059 | 2567     |

## Суміжні округи
- Менард — північ
- Логан — північ
- Мейкон — схід
- Крістіан — південний схід
- Монтгомері — південь
- Макупін — південь
- Морган — захід
- Кесс — захід

## Виноски
1. ↑  U.S. Decennial Census. United States Census Bureau. Процитовано 8 липня 2014.
2. ↑  Historical Census Browser. University of Virginia Library. Архів оригіналу за 11 серпня 2012. Процитовано 8 липня 2014.
3. ↑  Population of Counties by Decennial Census: 1900 to 1990. United States Census Bureau. Процитовано 8 липня 2014.
4. ↑  Census 2000 PHC-T-4. Ranking Tables for Counties: 1990 and 2000 (PDF). United States Census Bureau. Процитовано 8 липня 2014.
5. ↑  State & County QuickFacts. United States Census Bureau. Архів оригіналу за 6 червня 2011. Процитовано 8 липня 2014. [Архівовано 2011-08-06 у Wayback Machine.](англ.) Наведено за англійською вікіпедією.
6. ↑  American FactFinder. Бюро перепису населення США. Архів оригіналу за 26 лютого 2012. Процитовано 31 січня 2008. [Архівовано 2008-05-21 у Wayback Machine.]

| США | Це незавершена стаття з географії США. Ви можете допомогти проєкту, виправивши або дописавши її. |